# Turistická značená trasa 8052
 Turistická značená trasa 8052 je krušnohorská 5 km dlouhá zeleně značená trasa Klubu českých turistů v okrese Karlovy Vary spojující Mariánskou s Plešivcem. Její převažující směr je západní.

## Průběh trasy
Turistická trasa má svůj počátek v centru Mariánské na rozcestí s červeně značenou trasou 0206 od Abertamské zatáčky do Ostrova. Trasa opouští zástavbu západním směrem a lesní pěšinou klesá do prostoru bývalého kapucínského kláštera, kde dvakrát křižuje silnici sestupující do Merklína a opět trasu 0206 přicházející sem alternativní trasou přes Vlčí hřbet. Trasa 8052 odtud klesá jihozápadním směrem lesními pěšinami a cestami do údolí Eliášova potoka. Po jeho překonání stoupá stále lesní pěšinou k Chatě u jasanu, kde opět křižuje merklínskou silnici, a dále východním úbočím Plešivce. Ze zpevněné lesní cesty postupně opět přechází na pěšiny. V závěru stoupá sjezdovkou. Konec se nachází asi jeden kilometr od vrcholu Plešivce u chaty Švýcárna na rozcestí s modře značenou trasou 1435 z Jáchymova do Pstruží a žlutě značenou trasou 6634 z Abertamské zatáčky na samotný vrchol Plešivce. Nachází se zde i krátká modře značená odbočka na nedalekou vyhlídku.

## Turistické zajímavosti na trase
- Kapucínský klášter v Mariánské
- Winklerův jasan